# Carex barrattii
Carex barrattii är en halvgräsart som beskrevs av John Torrey och Ludwig David von Schweinitz. Carex barrattii ingår i släktet starrar, och familjen halvgräs. Inga underarter finns listade i Catalogue of Life.